# Quyền LGBT ở Đảo Man
Quyền đồng tính nữ, đồng tính nam, song tính và chuyển giới ở lãnh địa vương quyền Anh của Đảo Man phát triển đáng kể từ đầu những năm 2000. Các hành vi đồng tính luyến ái nam riêng tư và có sự đồng thuận trên đảo được hợp pháp hóa vào năm 1992. Quyền LGBT được mở rộng và công nhận trong luật kể từ đó, chẳng hạn như tuổi tình dục đồng thuận bình đẳng (2006), bảo vệ việc làm khỏi bị phân biệt đối xử (2006), công nhận bản dạng giới tính (2009), quyền tham gia quan hệ bạn đời dân sự (2011), quyền nhận con nuôi (2011) và quyền kết hôn dân sự (2016).
Mặc dù không phải là một phần của Vương quốc Anh, Đảo Man cũng noi gương Vương quốc Anh trong việc kết hợp Công ước châu Âu về Nhân quyền vào luật riêng thông qua Đạo luật nhân quyền 2001. Vào tháng 1 năm 2023, có thông tin cho rằng Đảo Man "là nơi thân thiện với chính sách LGBTQ lập pháp nhất" trên thế giới.

## Bảng tóm tắt
| Hoạt động tình dục cùng giới hợp pháp                                                                                       | (Từ năm 1992)                                                                                    |
| Tuổi tình dục đồng thuận bình đẳng (16)                                                                                     | (Từ 2006)                                                                                        |
| Kế hoạch xóa bỏ hoặc ân xá tội phạm tội phạm tình dục đồng tính                                                             | (Từ năm 2022)                                                                                    |
| Luật chống phân biệt đối xử trong việc làm                                                                                  | (Từ năm 2006)                                                                                    |
| Luật chống phân biệt đối xử trong việc cung cấp hàng hóa và dịch vụ                                                         | (Từ năm 2019)                                                                                    |
| Luật chống phân biệt đối xử trong tất cả các lĩnh vực khác (bao gồm phân biệt đối xử gián tiếp, ngôn từ kích động thù địch) | (Từ năm 2019)                                                                                    |
| Luật chống phân biệt đối xử liên quan đến bản dạng giới                                                                     | (Từ năm 2019 - Đạo luật Bình đẳng 2017 đề cập đến "chuyển đổi giới tính" và "người chuyển giới") |
| Công nhận các cặp cùng giới                                                                                                 | (Từ năm 2011)                                                                                    |
| Hôn nhân cùng giới | (Từ năm 2016)                                                                                    |
| Nhận con riêng của các cặp vợ chồng cùng giới                                                                               | (Từ năm 2011)                                                                                    |
| Nhận con chung của các cặp cùng giới                                                                                        | (Từ năm 2011)                                                                                    |
| Người LGBT được phép phục vụ công khai trong quân đội                                                                       | (Từ năm 2000)                                                                                    |
| Quyền thay đổi giới tính hợp pháp                                                                                           | (Từ năm 2009)                                                                                    |
| Truy cập IVF cho các cặp đồng tính nữ                                                                                       | (Từ năm 2009)                                                                                    |
| Mang thai hộ thương mại cho các cặp đồng tính nam                                                                           | (Cấm cả các cặp vợ chồng dị tính)                                                                |
| NQHN được phép hiến máu | (Từ năm 2023)                                                                                    |